# Санта-Тереза (район Рио-де-Жанейро)

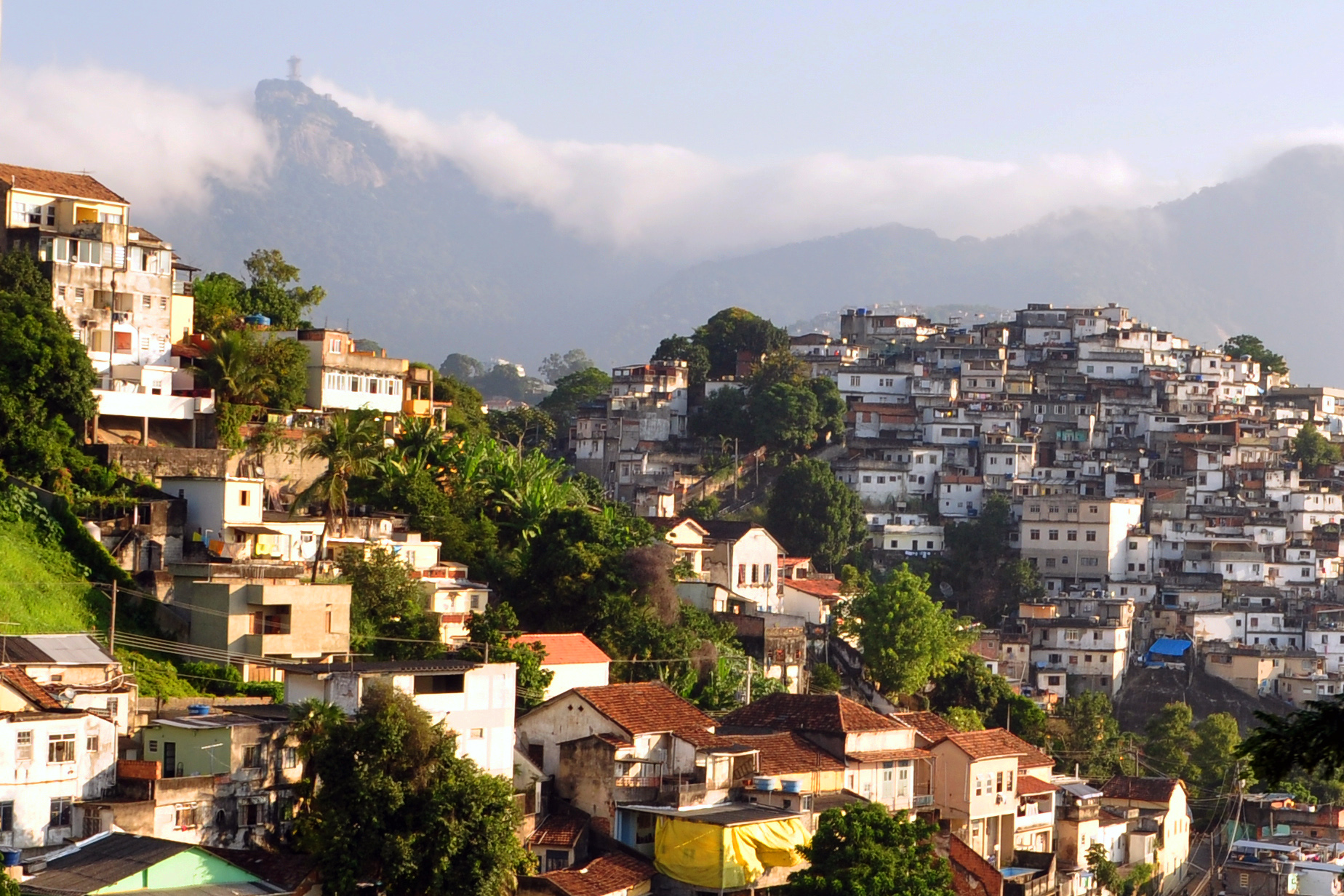
Вид на окрестности района

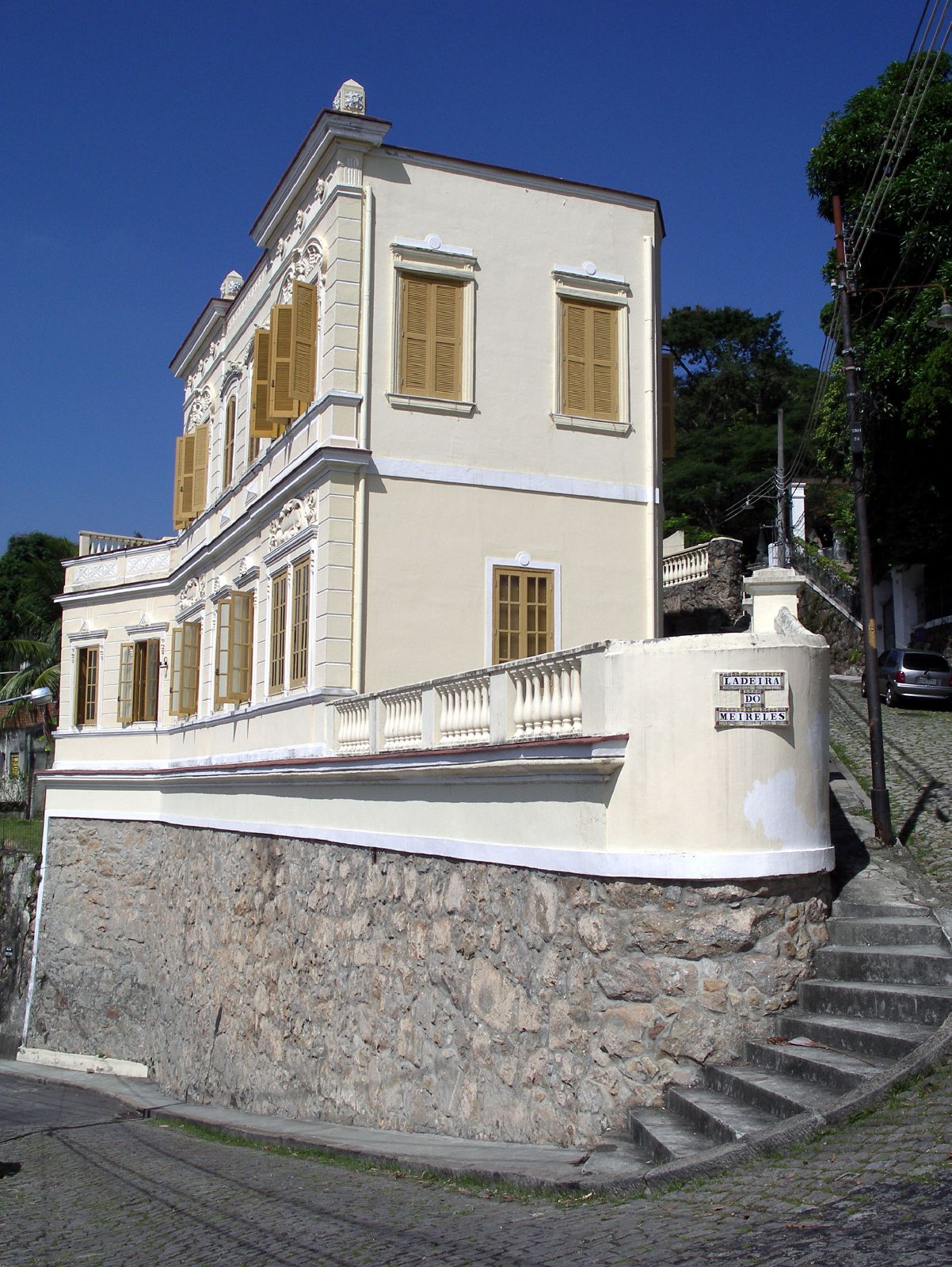
Живописный уголок в районе Санта-Тереза

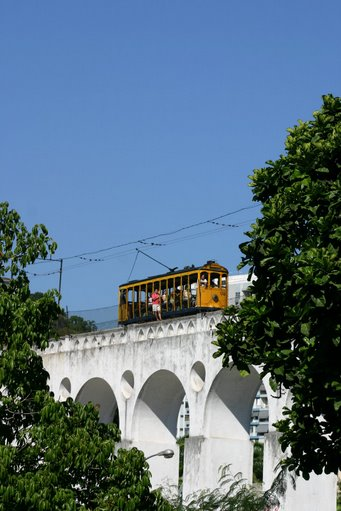
Трамвай Санта-Терезы

Санта-Тереза (порт. Santa Teresa) — один из районов Рио-де-Жанейро, расположенный в Центральной зоне города. Он находится на вершине холма Санта-Тереза в центре Рио-де-Жанейро и славится своими извилистыми и узкими улицами, пользующимися особенной популярностью у художников и туристов.
Район вырос вокруг Монастыря Санты-Терезы, построенного в 1750-е годы на холме Дестерру. В конце XIX и начале XX века здесь обитали представители высших слоёв бразильского общества, о чём свидетельствуют великолепные особняки, многие из которых сохранились до нынешнего времени.
В 1896 году акведук Кариока, колониальное сооружение, снабжавшее центр Рио-де-Жанейро питьевой водой, был преобразован в виадук для трамвайной линии (bondinho). Историческая трамвайная линия (единственная сохранившаяся в городе) служит популярным аттракционом для туристов. Она начинается в центре города около площади Ларгу-да-Кариока, проходя через старый акведук и дальше пробираясь через живописные улочки района Санта-Тереза. В августе 2011 года трамвай сошёл с рельс, в результате чего погибло 5 человек и по меньшей мере 27 было ранено, и с тех пор движение по этой линии было приостановлено на неопределённое время. В настоящее время ведётся реконструкция линии с учётом ужесточения требований по безопасности движения. Движение трамваев планируют восстановить поэтапно, в течение 2014-2015 годов.
Санта-Тереза давно перестала быть районом проживания высших слоёв общества, но стала точкой притяжения для богемы. Здесь располагаются дома художников, арт-студии и художественные галереи. Многочисленны и разнообразны также бары и рестораны.
Одним из самых прославленных жителей Санты-Терезы был Раймунду Отони Кастру Маия, арт-коллекционер, живший в своём особняке Шакара-ду-Сеу. Особняк был преобразован в музей (Museu da Chácara do Céu) и его коллекция включает в себя работы Матисса, Жана Метценже, Элизеу Висконти, Ди Кавальканти и Кандиду Портинари. В 2006 году было похищено несколько картин, которых до сих пор не удалось вернуть. Другим важным музеем района является Museu do Bonde, рассказывающий историю трамвая Санты-Терезы с момента его возникновения.